# Symphurus microlepis
Symphurus microlepis es una especie de pez de la familia Cynoglossidae en el orden de los Pleuronectiformes.

## Distribución geográfica
Se encuentran en Panamá.